# Born Rich (film, 1924)

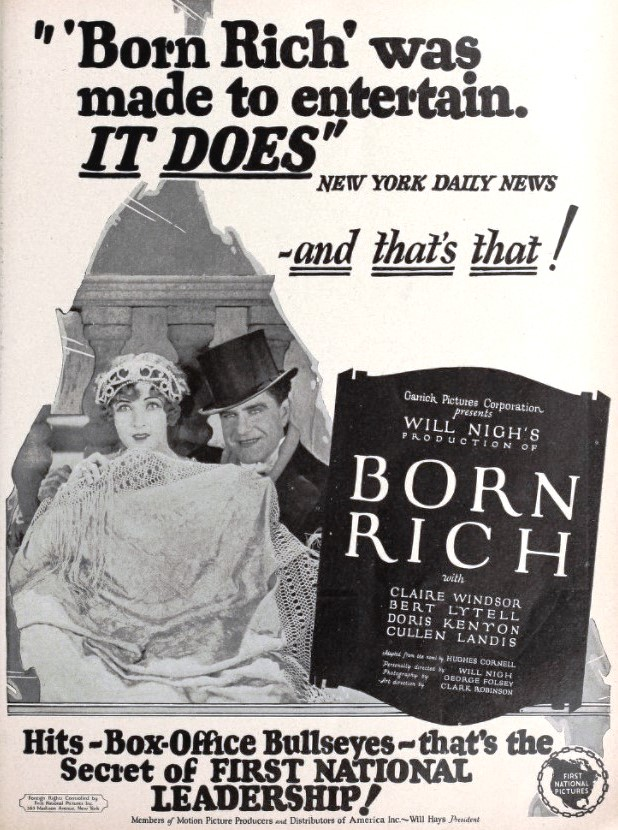
Annonce du film dans The Moving Picture World.

Pour l’article homonyme, voir Born Rich.
Born Rich est un film américain réalisé par William Nigh et sorti en 1924.

## Synopsis
Chadyeane Fairfax quitte sa maison somptueuse et ses amis superficiels pour rendre visite à une tante en France. Son mari, Jimmy, tombe amoureux de Frances Melrose, une garçonne et une fille légère. Lorsque Chad revient, elle apprend les infidélités de Jimmy et, pour provoquer sa jalousie et retrouver ses faveurs, elle feint d'être éprise de Jack Le Moyne, un musicien de jazz. Cette attitude n'aboutit qu'à pousser Jimmy à boire et à d'autres infidélités. Après plusieurs années de séparation, Jimmy découvre soudain qu'il a été trompé par son conseiller financier, Magnin, et qu'il est ruiné.

## Fiche technique
- Réalisation : William Nigh
- Scénario : Harriete Underhill, Walter DeLeon d'après le roman Born Rich de Hughes Cornell[1].
- Producteur : William Nigh
- Photographie : George Folsey
- Production : Garrick Pictures
- Genre : comédie[2]
- Distributeur : First National Pictures
- Durée : 80 minutes
- Date de sortie : 7 décembre 1924

## Distribution
- Claire Windsor : Chadyeane Fairfax
- Bert Lytell : Jimmy Fairfax
- Cullen Landis : Jack Le Moyne
- Doris Kenyon : Frances Melrose
- Frank Morgan : Eugene Magnin

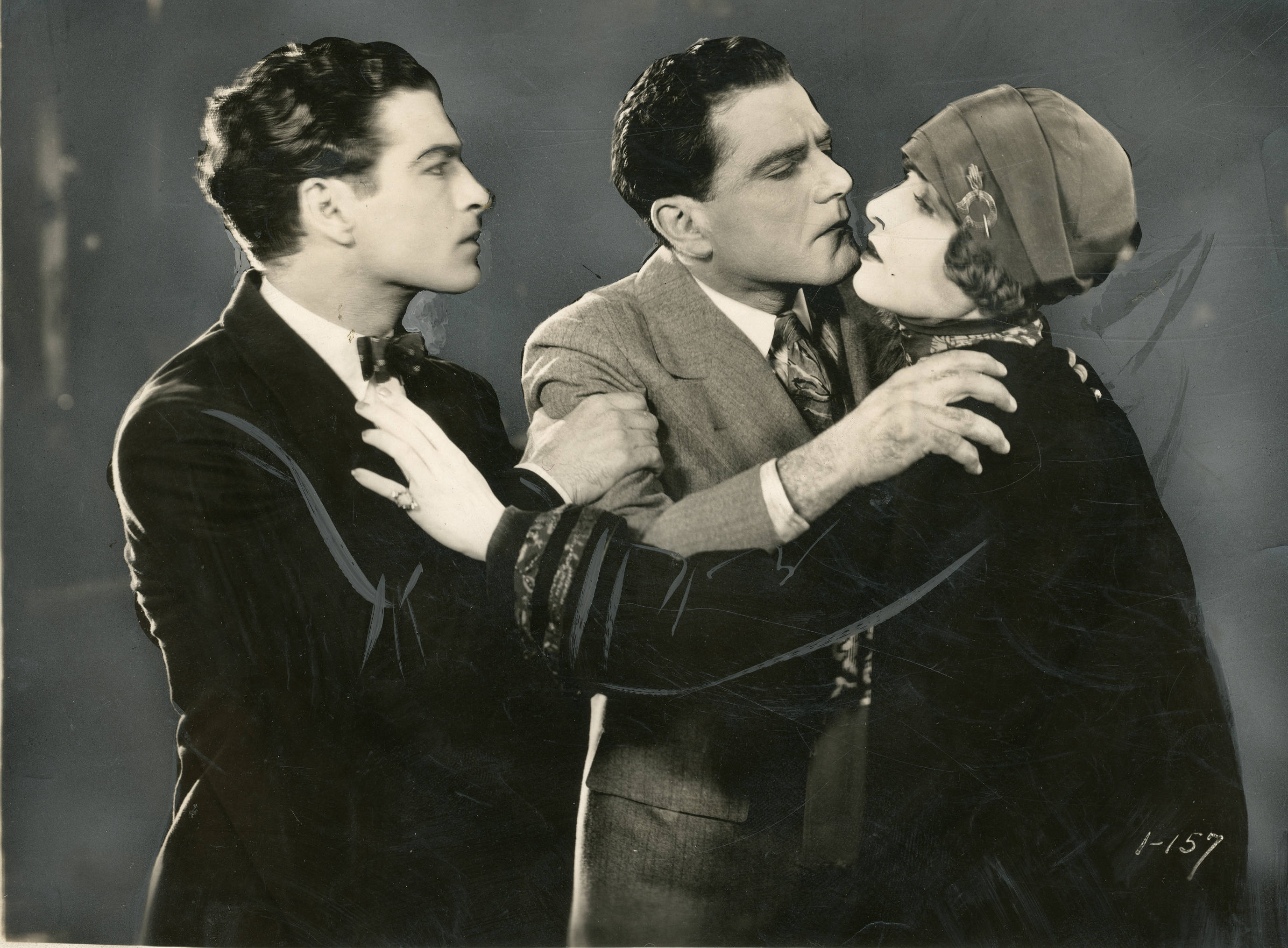
Cullen Landis, Bert Lytell et Claire Windsor dans une scène du film.

- J. Barney Sherry : Maj. Romayne Murphy
- Maude Turner Gordon : Aunt Fairfax
- Jackie Ott : Bugsy Fairfax
- W. H. Burton : Spinks